# Yousef al-Khalidi

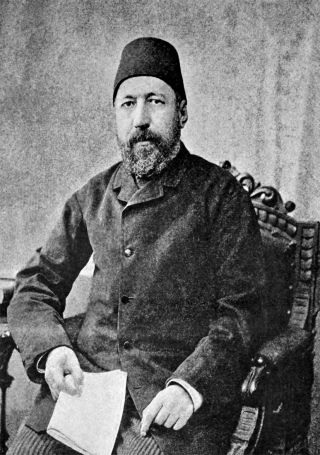
Yousef al-Khalidi

Yousef Dia Pascha al-Khalidi (arabisch يوسف ضياء الدين باشا الخالدي, DMG Yūsuf Ḍiyāʾ ad-Dīn Bāšā al-Ḫālidī; geboren 1842 in Jerusalem; gestorben am 25. Januar 1906) war der erste Bürgermeister von Jerusalem.

## Leben
Yousef al-Khalidi entstammte einer alten Notabelnfamilie, die, neben den Husseini, Alami und Dajani traditionell politische Führungsfunktionen in Jerusalem ausübte. Seine Eltern vertraten liberale Ansichten und gründeten 1799 die erste öffentliche Bibliothek der Stadt. Während die Husseini religiöse Belange dominierten, waren die Khalidi häufig im Rechtswesen tätig. Auch sein Vater war Richter.
Yousef al-Khalidi veröffentlichte mit 17 Jahren einen Text, in dem er eine Hinwendung zu Europa forderte. Sein Wunsch dort zu studieren, ging seinen Eltern jedoch zu weit. Yousef al-Khalidi entfloh darauf nach Malta und besuchte ein protestantisches College der Briten. Nachdem er sich mit der Familie versöhnt hatte, folgte der weitere Schulbesuch in Jerusalem und ein Studium der Medizin in Istanbul. Danach kehrte er in seine Geburtsstadt zurück.
Khalidi war ein Anhänger der Nahda, einer Kulturbewegung, die als die „arabische Renaissance“ bezeichnet wird. 1870 wurde er zum ersten Bürgermeister Jerusalems ernannt, sieben Jahre vor der Einführung eines osmanischen Gesetzes, das die Bildung von Gemeindeverwaltungen vorschrieb. Seine erste Amtszeit endete 1876. In den Jahren 1878–1879 und 1899–1906 war er erneut Bürgermeister. In der Ersten osmanischen Verfassungsperiode war er Mitglied des Osmanischen Parlaments. Als Stadtoberhaupt trieb er den Ausbau der Infrastruktur voran, besonders wichtig war ihm aber die Festigung der Beziehungen zwischen Juden, Christen und Muslimen und der Ausgleich ihrer Interessen.
Das fragile Gleichgewicht der Bevölkerungsgruppen geriet mit der jüdischen Einwanderung der „Neuen Jischuv“ ins Wanken, konfessionell getrennte Stadtteile entstanden, worüber er sich Sorgen zu machen begann. Khalidi wandte sich an seinen Freund, den französischen Großrabbiner Zadoc Kahn mit der Bitte, Theodor Herzl, dem Gründer des politischen Zionismus einen Brief zu übermitteln, was Kahn tat. Khalidi erklärte seine Wertschätzung für die Juden, basierend auf dem geteilten religiösen Erbe und einer „fast gleichen Sprache“. Der Brief an Herzl enthält zugleich eine deutliche Zurückweisung des von den Zionisten angestrebten Ziels der Gründung konfessionell getrennter Institutionen, bis hin zur Gründung eines separaten Staates. Khalidi schrieb: „[Die Juden] sind willkommen, aber unter der Bedingung, keinen anderen Gedanken zu haben, als, so wie wir, treue osmanische Untertanen zu sein.“ Khalidi sah Araber und Türken, da sie die überwiegende Mehrheit bildeten, als die einzigen verlässlichen Garanten für die friedliche gemeinsame Nutzung der religiösen Stätten.
Theodor Herzl antwortete Khalidi am 19. März 1899 aus Wien. Er versuchte die wirtschaftlichen Vorteile anzupreisen, die der Zionismus, wie er meinte, für die arabische Bevölkerung Palästinas haben würde und sagte, dass dieser nicht gegen die osmanische Regierung gerichtet sei. Herzl, der mit den örtlichen Verhältnissen kaum vertraut war, schrieb weiter, dass er eine geteilte Nutzung der religiösen Stätten in „Brüderlichkeit“ und „universellem Frieden“ anstrebte. Albert Antébi, der einflussreichste Jude in Jerusalem und ein überzeugter Antizionist, kritisierte diese naive Sicht der Dinge, erlebte er doch bereits im Jahr 1900 eine Verschlechterung der interreligiösen Beziehungen in der Heiligen Stadt.